# 豊通保険パートナーズ
豊通保険パートナーズ株式会社（英:  TOYOTA TSUSHO INSURANCE PARTNERS CORPORATION）は、愛知県名古屋市中村区平池町4丁目に本社を置く損害保険代理業を営む豊田通商100%出資企業。

## 沿革
- 1950年（昭和25年）- 豊田通商経理部保険課が損害保険代理店事業を開始。
- 1959年（昭和34年）- 保険課が保険部に改組。
- 1963年（昭和38年）- 豊田通商保険部が生命保険代理店事業を開始。
- 1990年（平成2年）- 生命保険代理店事業の拡大を目指し、豊通ファミリーライフ株式会社（TFL）を設立。
- 2006年（平成18年）- 豊通保険カスタマーセンター株式会社（THCC）を設立。
- 2013年（平成25年）- 豊田通商保険部の営業機能とTFL、THCCが統合し、豊通保険パートナーズ株式会社（TIP）を設立。
- 2017年（平成27年）- 本社機能をグローバルゲートに移転。

## 事業所
- 本社

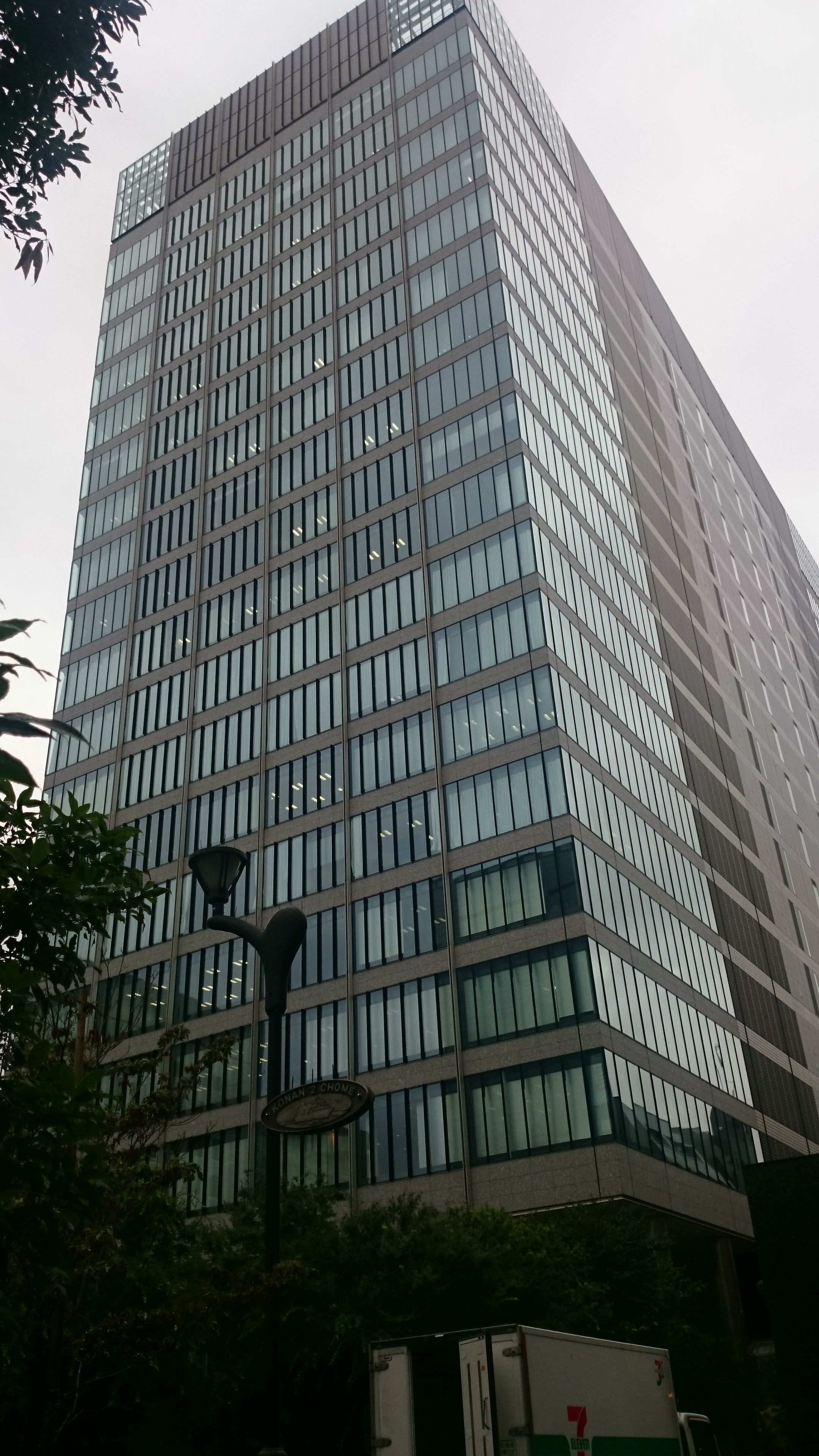
17階に東京支店が入居している（品川フロントビル）

  - 〒453-6129 愛知県名古屋市中村区平池町4-60-12 グローバルゲート28階・29階
- 東京支店
  - 〒108-0075 東京都港区港南2丁目3番13号 品川フロントビル17階（豊田通商株式会社 東京本社内）
- 大府支店
  - 〒474-0053 愛知県大府市柊山町一丁目175-1 リソラ大府クリニックモール 1F
- 大阪支店
  - 〒542-0081 大阪府大阪市中央区南船場4丁目3番11号 大阪豊田ビル7階（豊田通商株式会社 大阪支店内）
- 東北支店
  - 〒980-0021 宮城県仙台市青葉区中央3-2-1 青葉通プラザ14階（豊田通商株式会社 東北支店内）
- 北陸支店
  - 〒930-0004 富山県富山市桜橋通り2-25 第一生命ビル6F（豊田通商株式会社 北陸支店内）
- 北海道支店
  - 〒059-1373 北海道苫小牧市勇払145-259（豊田通商株式会社 北海道支店内）
- 九州支店
  - 〒812-0011 福岡県福岡市博多区博多駅前1-2-5 紙与博多ビル8階（豊田通商株式会社 九州支店内）